# 巴登的瑪麗 (1865-1939)
巴登的瑪麗（德語：Marie von Baden，1865年7月26日—1939年11月29日），安哈特公爵夫人，德意志帝國首相馬克西米連·馮·巴登的姐姐。
1889年，瑪麗與安哈特公爵腓特烈一世的次子腓特烈結婚，兩人沒有子女。